# Affenpinscher
Affenpinscher[Nota] é uma raça canina oriunda da Alemanha, chamado ainda de Zwergaffenpinscher em sua terra natal, que significa macaco-anão; e diablotin moustachu, que em francês designa diabinho bigodudo. De origem incerta, alguns historiadores acreditam que esta raça descenda de terriers alemães de pelo duro, ao passo que outros afirmam ser ela uma descendente de griffons belgas. A despeito disso, a mais aceita, levando em consideração o físico do animal, é a de que realmente seja parte da linhagem dos terriers. Criado inicialmente para ser um rateiro, é chamado de gracioso e afetuoso. Apesar do tamanho é também visto como bom cão de guarda de lares.